# Skanörs ljung
Skanörs ljung är ett naturreservat och natura 2000-område inom den historiska Skanör med Falsterbo stads område i Vellinge kommun i Skåne. Skanörs ljung är en av Europas största fukthedar och en rest av det hedlandskap som täckte halva Falsterbohalvön för 150 år sedan. Här växer bland annat ljung, klockljung, klockgentiana, pysslingtåg, dvärglin, knutört, krypfloka, granspira, dvärglåsbräken (Sveriges största betånd), ljungögontröst, sjötåtel, strandlummer, rödlånke, borstsäv och rundsileshår. Bland insekterna kan nämnas förekomst av bredbrämad dykare.
För att ljungheden inte ska växa igen av främst björk så betades den under en period på 90-talet och 2000-talet av höglandsboskap. Tyvärr har rasen nu blandats ut och ersatts med köttdjur som föredrar gräs och ljung före björk. Länsstyrelsen försöker istället hålla nere spridningen av björk genom att köra med en slaghacka över heden varje år. Detta är både skadligt och relativt ineffektivt jämfört med höglandsboskap. På våren bränns mindre områden för att förnya ljungen.
Naturreservatet ligger mellan Ljunghusen, Skanör och Falsterbo, på båda sidor om länsväg 100. Det har en totalareal av 580 hektar. Delar av Ljunghusens golfklubb ingår i naturreservatet.
Området innehåller fornlämningen Skyttsie hage, som var en gård som var aktiv mellan järnåldern och sillmarknadens expansion på 1300-talet.
"Ljungens" öppna landskap skapar termik i vilken stora mängder rovfåglar skruvar upp till stor höjd innan de lämnar landet på hösten och är härigenom välbesökt av ornitologer.